# Doubno
Pour les articles homonymes, voir Dubno.
Doubno (en ukrainien et en russe : Дубно) est une ville de l'oblast de Rivne, en Ukraine, et le centre administratif de la communauté urbaine de Doubno (uk). Sa population s'élevait à 38 000 habitants.

## Géographie
Doubno est arrosée par la rivière Ikva, affluent du Styr, et se trouve à 44 km au sud-ouest de Rivne et à 328 km à l'ouest de Kiev.

## Histoire

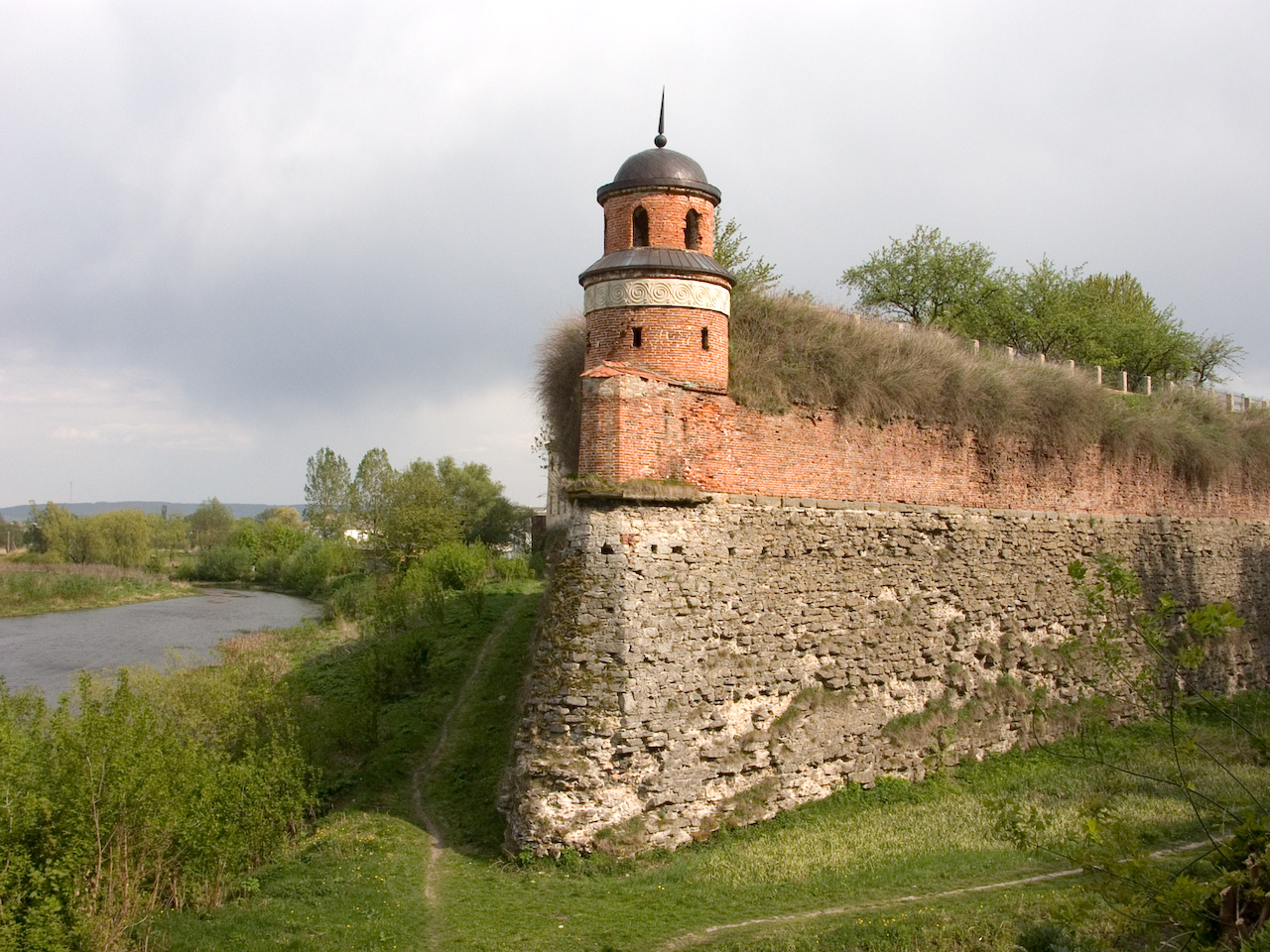
Une tour de la forteresse de Doubno.

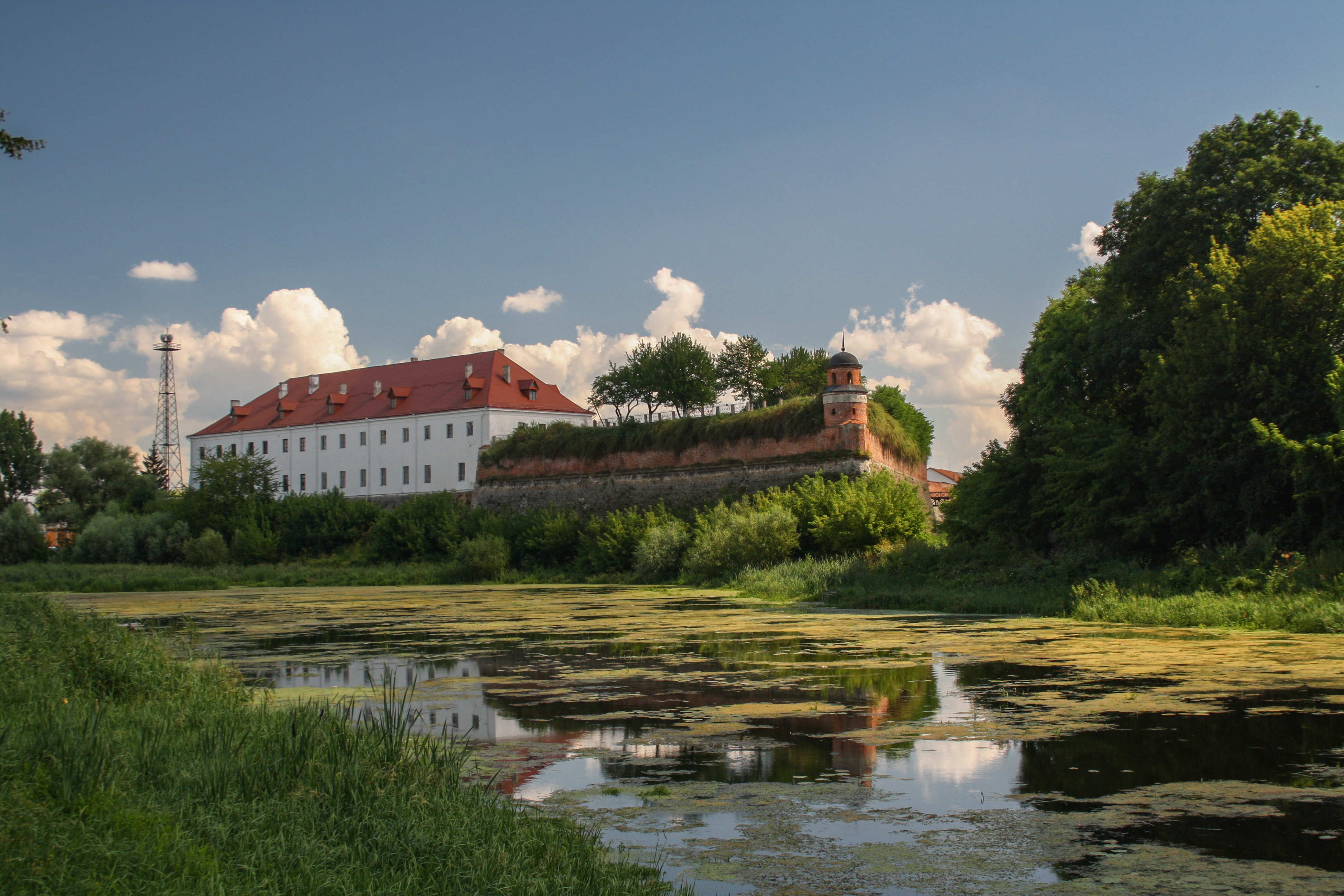
Entrée du château de Doubno transformé en prison.

Doubno est mentionnée pour la première fois dans une chronique en 1099 ; elle était alors la possession du petit-fils de Iaroslav le Sage, David de Brest [citation nécessaire]. Doubno fut le siège de princes locaux pour une courte période. Au début du XIVe siècle, elle fut annexée par la Pologne avec le reste de Halych-Volynia. Plus tard, Doubno devint une forteresse royale importante, protégeant la frontière orientale de la Pologne.
Doubno reçut le droit de cité en 1498 et elle attira de nombreux colons étrangers, notamment juifs et arméniens. Elle devint le siège d'une des plus anciennes et des plus dynamiques communautés juives d'Europe centrale. À partir du XIVe siècle, elle fut la possession de la puissante famille Ostrogski, qui y fit construire le premier château à l'époque de Vasyl Ostrojsky. Entre 1489 et 1506, le château fut considérablement agrandi par Constantin Ostrogski, qui en fit une des forteresses les plus puissantes de la région.
Après la mort de Janusz Ostrogski, en 1619, Doubna passa aux mains de son beau-frère Alexandre Zasławski, de la branche cadette de la famille Ostrogski. La forteresse fut de nouveau transformée pour s'adapter aux exigences des techniques militaires de la Renaissance, notamment en matière d'artillerie. Elle fut enfin vendue, en 1753, aux Lubomirski à la suite du Traité de Zdołbunów.
Dans les années 1780, la forteresse fut une nouvelle fois transformée et perdit son caractère défensif pour devenir un manoir résidentiel. À cette époque, la ville était la plus importante de la voïvodie de Volhynie et sans doute la plus remarquable de la région. Elle fut annexée par l'Empire russe en 1795 et connut une certaine prospérité lorsque le registre de l'aristocratie polonaise y fut transféré depuis Lviv. Toutefois, après la troisième partition, il fut transféré à Kiev et la ville perdit peu à peu de son importance. En 1870, elle fut déclarée « ville fortifiée », ce qui imposa de sérieuses contraintes à la construction de logements et à l'installation de nouveaux habitants et limita encore un peu plus son développement. Elle resta néanmoins un important centre de commerce, grâce aux nombreux Tchèques établis autour de la ville, qui la firent surnommer « la brasserie de Volhynie ».
Le château fut dévasté en 1915, pendant la Première Guerre mondiale. Doubno devint polonaise en 1918 et fut effectivement attribuée à la Pologne par le traité de paix de Riga (18 mars 1921). Elle devint le siège d'un powiat et accueillit une importante garnison du KOP, l'unité militaire chargée de la défense de la frontière. En 1935, commença la construction d'une prison, la troisième plus grande de Pologne à l'époque. Entre 1932 et 1939, le château fut reconstruit dans sa forme originale, mais les travaux furent interrompus par le déclenchement de la Seconde Guerre mondiale. Doubno fut occupée par l'Union soviétique, à la suite du Pacte germano-soviétique (23 août 1939) et fut victime des méthodes brutales du NKVD. La prison inachevée fut prise en mains par le NKVD en décembre 1939 et utilisée pour les prisonniers politiques de toutes les régions polonaises annexées par l'Union soviétique. Entre 1 500 et 3 000 prisonniers y étaient enfermés dans des conditions difficiles, de nouveaux détenus arrivant sans cesse pour remplacer ceux qui partaient vers les camps du Goulag soviétique ou vers d'autres prisons. En 1940, la plupart des Polonais de la région avaient été arrêtés et déportés vers divers camps et prisons de l'URSS.
Les 24 et 25 juin 1941, peu après l'attaque allemande contre l'URSS, quelque 550 prisonniers de la prison de Doubno furent sommairement exécutés par le NKVD avant son retrait de la ville. Seulement huit d'entre eux survécurent. Au même moment commençait dans les environs de la ville (et près de Loutsk et Brody) une grande bataille de chars, connue comme la bataille de Brody ou bataille de Doubno. Une contre-attaque de corps mécanisés soviétiques fut arrêtée et finalement brisée au bout de cinq jours par la 1re Armée Panzer commandée par le général Ewald von Kleist. Cette bataille fut une des plus importantes batailles de chars de la guerre. Peu de temps après, la ville de Doubno fut occupée par l'armée allemande. Un ghetto y fut créé en 1942. Le 5 octobre 1942 et les jours suivants, environ 5 000 Juifs de Doubno furent massacrés par des SS et leurs collaborateurs ukrainiens près de la ville. Une description détaillée du massacre fut donnée par un civil allemand, l'ingénieur Hermann Friedrich Graebe, au procès de Nuremberg. Un jeune officier allemand du 9e régiment d'infanterie, le capitaine Axel von dem Bussche fut également témoin de ce massacre. Profondément marqué, il décida de s'engager dans la résistance au régime nazi et se proposa pour assassiner personnellement Hitler, lorsque le colonel Claus von Stauffenberg le recruta. Mais sa tentative échoua. Doubno fut reprise le 17 mars 1944 par le premier front ukrainien de l'Armée rouge.
Après la guerre, la ville de Doubno fut annexée à l'Ukraine soviétique. Une importante base aérienne y était en activité pendant la guerre froide.

## Population
Recensements (*) ou estimations de la population :
| 1897*  | 1939   | 1959*  | 1970*  | 1979*  | 1989*  |
| ------ | ------ | ------ | ------ | ------ | ------ |
| 14 257 | 20 000 | 18 651 | 25 442 | 34 687 | 40 806 |

| 2001*  | 2013   | 2014   | 2015   | 2016   | 2017   |
| ------ | ------ | ------ | ------ | ------ | ------ |
| 39 146 | 38 019 | 38 087 | 38 068 | 38 023 | 38 039 |